# II. Ferdinánd nápoly–szicíliai király
II. Ferdinánd (Palermo, Szicíliai Királyság, 1810. január 12. – Caserta, Két Szicília Királysága, 1859. május 22.), Két Szicília királya 1830 novemberétől 1859 májusában bekövetkezett haláláig. A Bourbon-ház harmadik tagja volt nápoly–szicíliai kettős királyságának trónján.
Fiatalon, húsz esztendősen foglalta el Két Szicília Királyságának trónját, apja, I. Ferenc király 1830 novemberében bekövetkezett elhunytával. Uralkodása abszolutista és reakcionista elvek mentén zajlott: a kezdeti években mutatott alkotmányos próbálkozásait hamar felváltotta a politikáját élete végig meghatározó erősen konzervatív és elnyomó irányvonal. Az 1848-as forradalmak elfojtása során tanúsított könyörtelen hozzáállása miatt a „Re Bomba” („Bombakirály”) jelzővel illették.
Elnyomó rendszere ellenére országa gazdasági és infrastrukturális téren jelentős modernizálódáson ment keresztül: megépült az első olasz vasútvonal Nápoly és Portici között, a nápolyi flotta korszerűsítésével pedig országa a Földközi-tenger egyik legerősebb és legjelentősebb szereplője lett. A számos út- és vasúthálózat, valamint hidak megépülte mellett Ferdinánd regnálása alatt jelentős átépítésen esett át a casertai királyi palota, és alatta nyerte el ma is ismert impozáns küllemét a San Carlo Operaház. Reakcionista és elnyomó politikája ugyanakkor hozzájárult uralkodóháza népszerűtlenségéhez és későbbi bukásához. Trónján fia, II. Ferenc követte, akinek kormányzása alatt az ország a risorgimento részeként az újonnan létrehozott egyesített Olasz Királyság része lett.

## Élete

### Származása

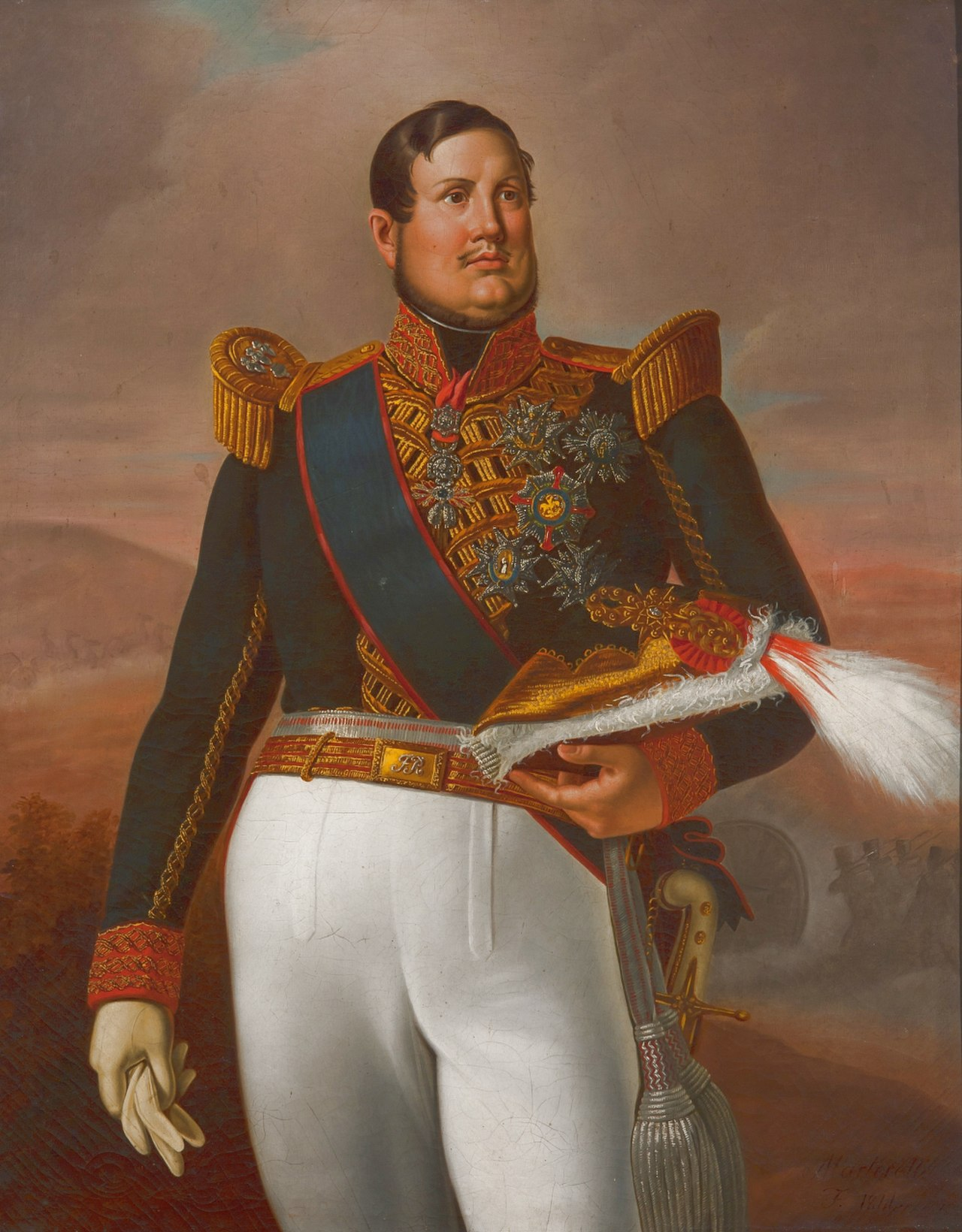
II. Ferdinánd, a Két Szicília Királyságának uralkodója.

Ferdinánd Károly Mária királyi herceg 1810. január 12-én született a szicíliai Palermóban.
Édesapja a Bourbon-házból származó Ferenc nápoly–szicíliai királyi herceg (1777–1830) volt, IV. Ferdinánd nápolyi királynak (1751–1825) és Mária Karolina osztrák főhercegnőnak (1752–1814) fia, Mária Lujza császárné unokája, a nápolyi és szicíliai trón örököse, aki később, 1825-től I. Ferenc néven nápoly–szicíliai király lett.
Édesanyja Ferenc trónörökös második felesége, a Bourbon-házból való Mária Izabella spanyol infánsnő (1789–1848) volt, IV. Károly spanyol király és Mária Lujza Bourbon–parmai hercegnő leánya.
Szülei házasságából 12 gyermek született:
1. Lujza Sarolta (Carlotta) hercegnő (1804–1844), aki 1819-ben Ferenc (Francisco de Paula) spanyol infánshoz (1794–1865), IV. Károly király legkisebbik fiához ment feleségül.
2. Mária Krisztina hercegnő (1806–1878), aki 1829-ben nagybátyjának, VII. Ferdinánd spanyol király negyedik felesége lett, 1833–1840 között Spanyolország régense volt. Leánya II. Izabella néven Spanyolország királynője lett.
3. Ferdinánd Károly Mária Fernando Carlo Maria), trónörökös herceg (1810–1859), 1830-tól II. Ferdinánd néven nápoly–szicíliai király.
4. Károly Ferdinánd (Carlo Fernando), Capua hercege (1811–1862), aki 1836-ban rangon aluli házasságot kötött Penelope Smith-szel (1815–1882), utóbb Mascali grófnőjével.
5. Lipót Benjámin, Siracusa grófja (1813–1860), aki 1837-ben Savoya–Carignani Filiberta szárd hercegnőt (1814–1874) vette feleségül.
6. Mária Antónia hercegnő (1814–1898), II. Lipót toszkánai nagyherceg (1797–1870) második felesége.
7. Antal Paszkál (Antonio Pasquale), Lecce grófja, (1816–1843), gyermektelenül halt meg.
8. Mária Amália hercegnő (1818–1857), 1832-ben Sebestyén infánshoz, Spanyolország és Portugália hercegéhez (1811–1872) ment feleségül.
9. Mária Karolina hercegnő (1820–1861), aki 1850-ben a Bourbon-házból való Carlos Luis María Fernando spanyol királyi herceghez, Montemolín grófjához (1818–1861), a spanyol karlista trónkövetelőhöz ment feleségül.
10. Terézia Krisztina Mária hercegnő (1822–1889), aki 1843-ban II. Péter brazil császárhoz ment feleségül.
11. Lajos Károly (Luigi Carlo), Aquila grófja (1824–1897), aki 1844-ben Januária Mária Johanna brazil császári hercegnőt (1822–1901), I. Péter brazil császár leányát vette feleségül.
12. Ferenc Lajos (Francesco Luigi), Trapani grófja (1827–1892), aki saját unokahúgát, Habsburg–Toscanai Mária Izabella főhercegnőt (1834–1901), nővérének, Mária Antónia hercegnőnek leányát vette feleségül.

Apjának első felesége, a Habsburg–Lotaringiai-ház toszkánai ágából származó Mária Klementina osztrák főhercegnő (1777–1801), II. Lipót német-római császár (1747–1792) és Mária Ludovika spanyol infánsnő (1745–1792) leánya, 24 évesen meghalt, egyetlen leányt hagyott hátra, Mária Antónia féltestvérét, Mária Karolina Ferdinanda Lujza hercegnő (1798–1870), aki 1816-ban a Bourbon-házból való Károly Ferdinánd francia királyi hercegnek, Berry hercegének felesége lett.
Ferdinánd Károly herceg születésekor, 1810-ben a nápolyi és szicíliai királyi család még Szicíliában élt, a Földközi-tengeren tevékenykedő brit flotta védelme alatt, mivel Joachim Murat csapatai 1806-ban februárjában elfoglalták Nápoly városát és a Nápolyi Királyságot. A királyi család ekkor Szicíliába menekült, ahonnan csak napóleoni háborúk lezárultával, a bécsi kongresszus után tértek vissza Nápolyba. Keresztnevét nagyapja, I. Ferdinánd nápoly–szicíliai király után kapta.

### Trónra lépése
Apja elhunytával, 1830. november 30-án trónra lépett, II. Ferdinánd király néven. Apjától egy gyenge kézzel irányított kormányzati rendszert vett át, amelyben a konzervatív főnemességnek és az egyházi vezetőknek döntő szavuk volt szinte mindenben. Az állami költségvetés romokban hevert, az országot szűnni nem akaró lázongások és forradalmi mozgások rázták. II. Ferdinánd eleinte hajlott észszerű kormányzati reformokra.
Uralkodásának első évei (1837-ig) viszonylag békésen teltek. A király széles körű közkegyelmet hirdetett, és erős szabályozásnak vetette alá az állami pénzügyeket. Takarékossági intézkedéseket vezetett be, korszerűsítette a közigazgatási rendszert, igyekezett enyhíteni a napóleoni háborúk nyomán keletkezett társadalmi felfordulás következményeit, megpróbálta összebékíteni egymással a társadalmi osztályokat. Megnyirbálta a kiváltságosok egyes előjogait, engedélyezte a mezőgazdasági termények (gabona) kivitelét. Ugyanakkor jelentős fejlesztéseket indított a királyi hadseregben (pl. átvette a nagyapja által kivégeztetett Murat marsall idején bevezetett sikeres hadszervezési elveket). Növelte a közcélú építkezésekre fordítható összegek nagyságát is. II. Ferdinánd király alatt épült meg Itália első vasútvonala Nápoly és a portici királyi palota között. A nápoly–szicíliai királyi hadiflotta állította hadrendbe Itália első gőzhajóját. Távíró kábelt fektettek le a „szárazföldi” Nápoly és a szicíliai Palermo között.

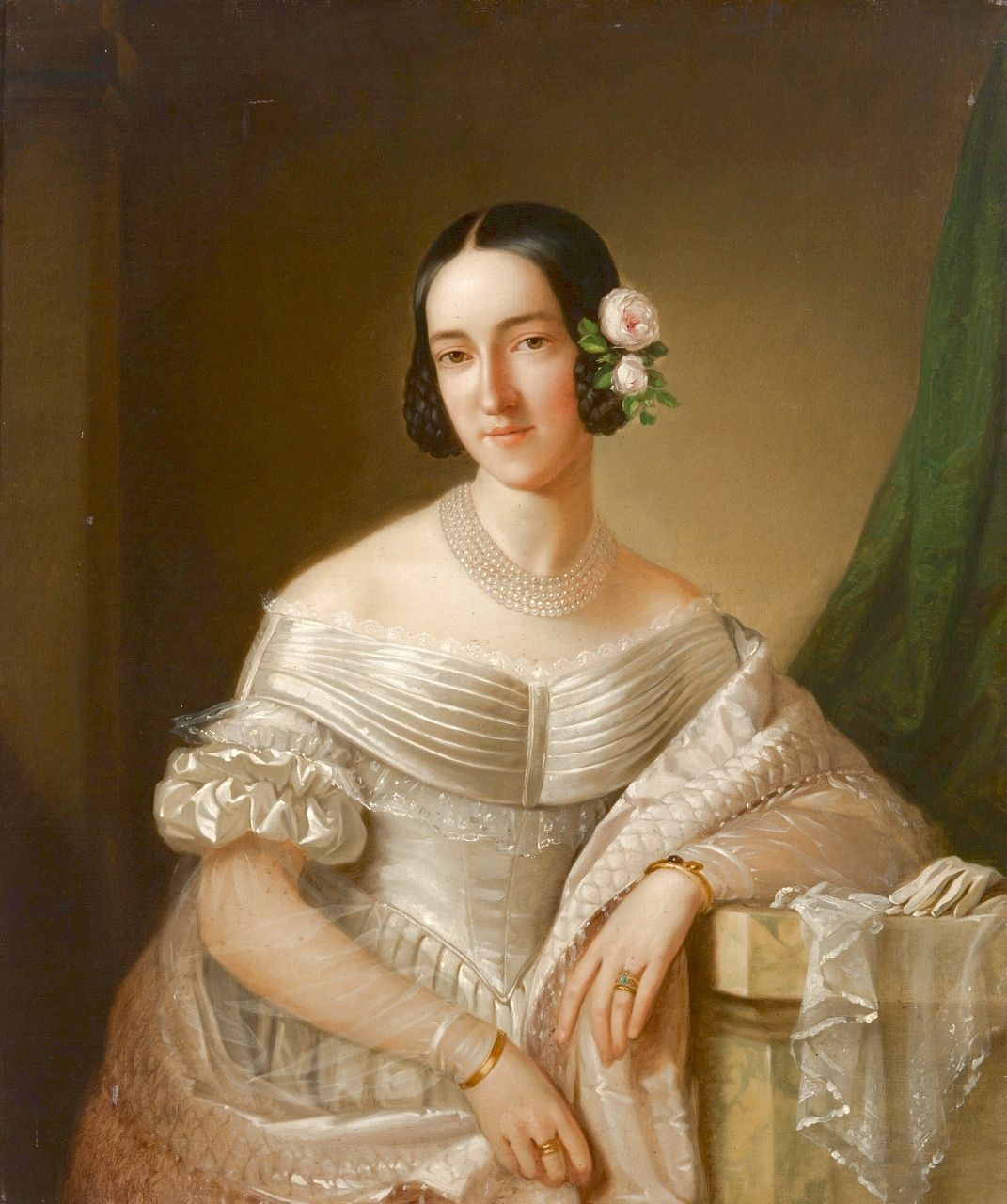
Első felesége, Savoyai Mária Krisztina
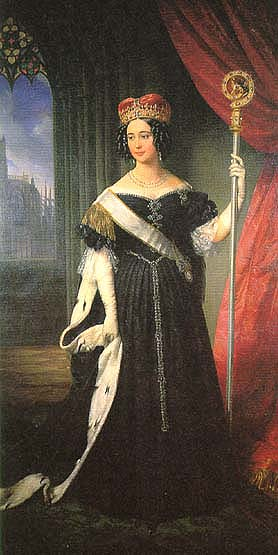
Második felesége, Habsburg–Tescheni Mária Terézia
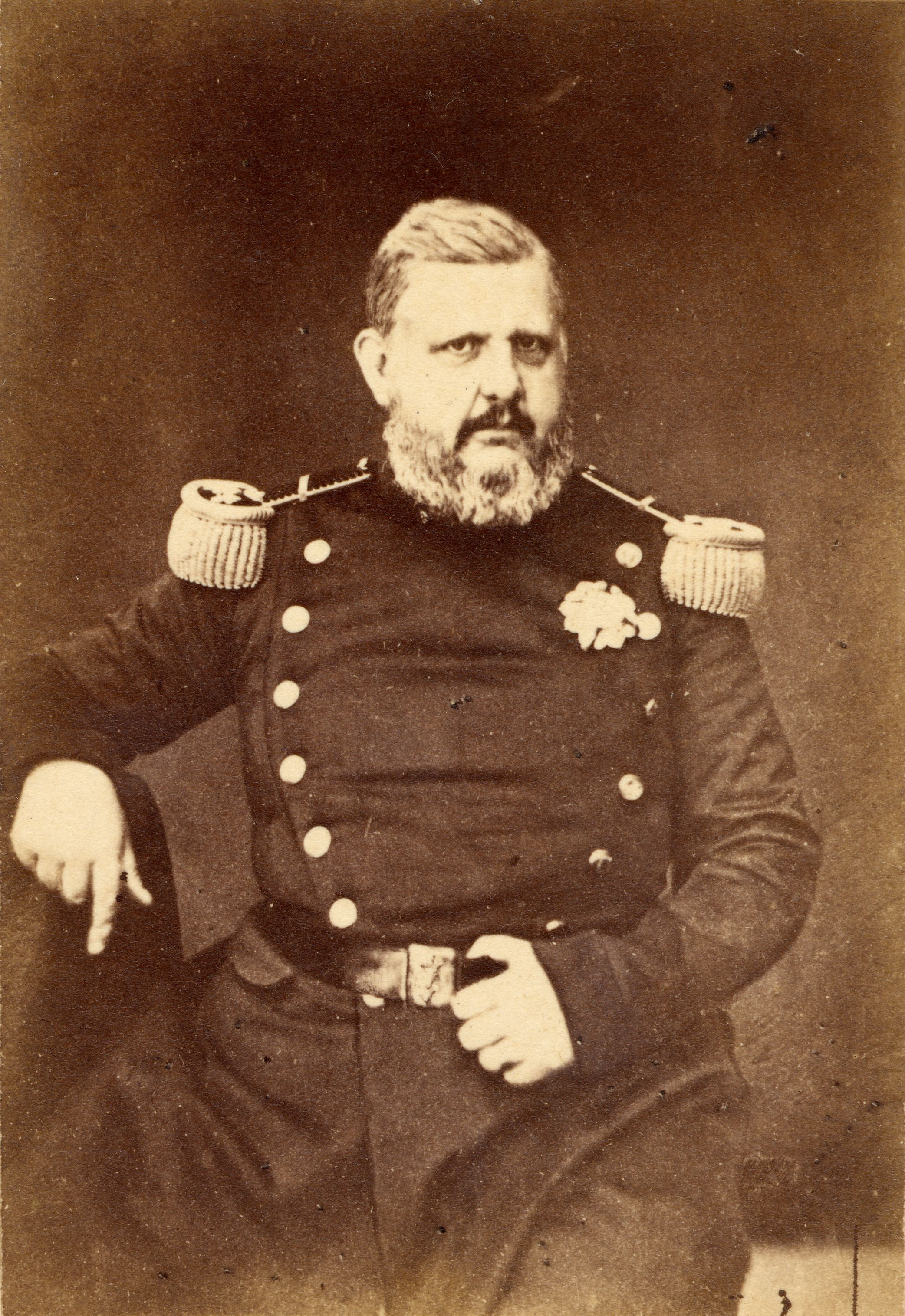
II. Ferdinánd király (Korabeli fénykép, 1850-es évek)

### Első házassága
Ferdinánd király 1832. november 21-én a liguriai Voltriban (ma Genova elővárosa) feleségül vette a Savoyai-házból való Mária Krisztina szárd királyi hercegnőt (1812–1836), I. Viktor Emánuel szárd–piemonti király (1759–1824) és Habsburg–Estei Mária Terézia Johanna főhercegnő (1773–1832) legifjabb leányát, akitől a házasság negyedik évében egyetlen fia született:
- Ferenc Mária Lipót királyi herceg (1836–1894), trónörökös, a későbbi II. Ferenc király, aki 1859-ben Mária Zsófia bajor hercegnőt Marie Sophie in Bayern, 1841–1925), Erzsébet császárné és királyné húgát vette feleségül.

A trónörökös születése után két héttel, 1836. január végén azonban a szüléstől legyengült Mária Krisztina királyné meghalt.

### Második házassága
Első feleségének halála után egy évvel II. Ferdinánd király másodszor is megnősült. 1837. január 27-én Nápolyban feleségül vette Mária Terézia Izabella osztrák főhercegnőt (1816–1867), tescheni hercegnőt, Károly főhercegnek (1771–1847), Teschen hercegének és Henrietta Alexandrina nassau–weilburgi hercegnőnek (1797–1829) legidősebb leányát, II. Lipót német-római császár unokáját, I. Ferenc osztrák császár unokahúgát.
A második házasságból 12 gyermek született, közülük nyolcan érték meg a felnőttkort (rangjuk szerint nápoly–szicíliai királyi hercegek és hercegnők): 
1. Lajos Mária (Luigi Maria, 1838–1886), Trani grófja, aki Wittelsbach-i Matilda Ludovika bajor hercegnőt (Herzogin Mathilde Ludovika in Bayern, 1843–1925), Erzsébet császárné húgát vette feleségül.
2. Albert (Alberto, 1839–1844), Castro-Giovanni grófja, kisgyermekként meghalt.
3. Alfonz Mária József (Alfonso Maria Giuseppe, 1841–1934), Caserta grófja, aki Mária Antonietta Jozefa (Giuseppa) nápoly–szicíliai Bourbon-hercegnőt vette feleségül.
4. Mária Annunciáta Izabella (1843–1871), Károly Lajos főherceg (1833–1896) második felesége, Ferenc Ferdinánd trónörökös anyja.
5. Mária Immakuláta Klementina (1844–1899), aki Károly Szalvátor főherceghez (1839–1912) ment feleségül.
6. Kajetán Mária (Gaetano Maria, 1846–1871), Girgenti hercege, aki Mária Izabella spanyol infánsnőt vette feleségül, és megkapta az infánsi címet.
7. József Mária (Giuseppe Maria, 1848–1851), Lucero hercege, kisgyermekként meghalt.
8. Mária Pia (Maria Pia della Grazia, (1849–1882), aki I. Róbert Bourbon–parmai herceghez (1848–1907), Parma utolsó uralkodó hercegéhez ment feleségül.
9. Vincent Mária (Vincenzo Maria, 1851–1854), Melazzo grófja, kisgyermekként meghalt.
10. Paszkál Mária (Pasquale Maria, 1852–1904), Bari grófja, aki a francia Blanche de Marconnay-t vette feleségül (rangon aluli házasságban).
11. Mária Lujza Immakuláta (Maria Luisa Immacolata) (1855–1874), aki Henrik (Enrico) parmai Bourbon herceghez (1851–1905) ment feleségül.
12. Gennaro (1857–1867), Caltagirone grófja, kisgyermekként meghalt.

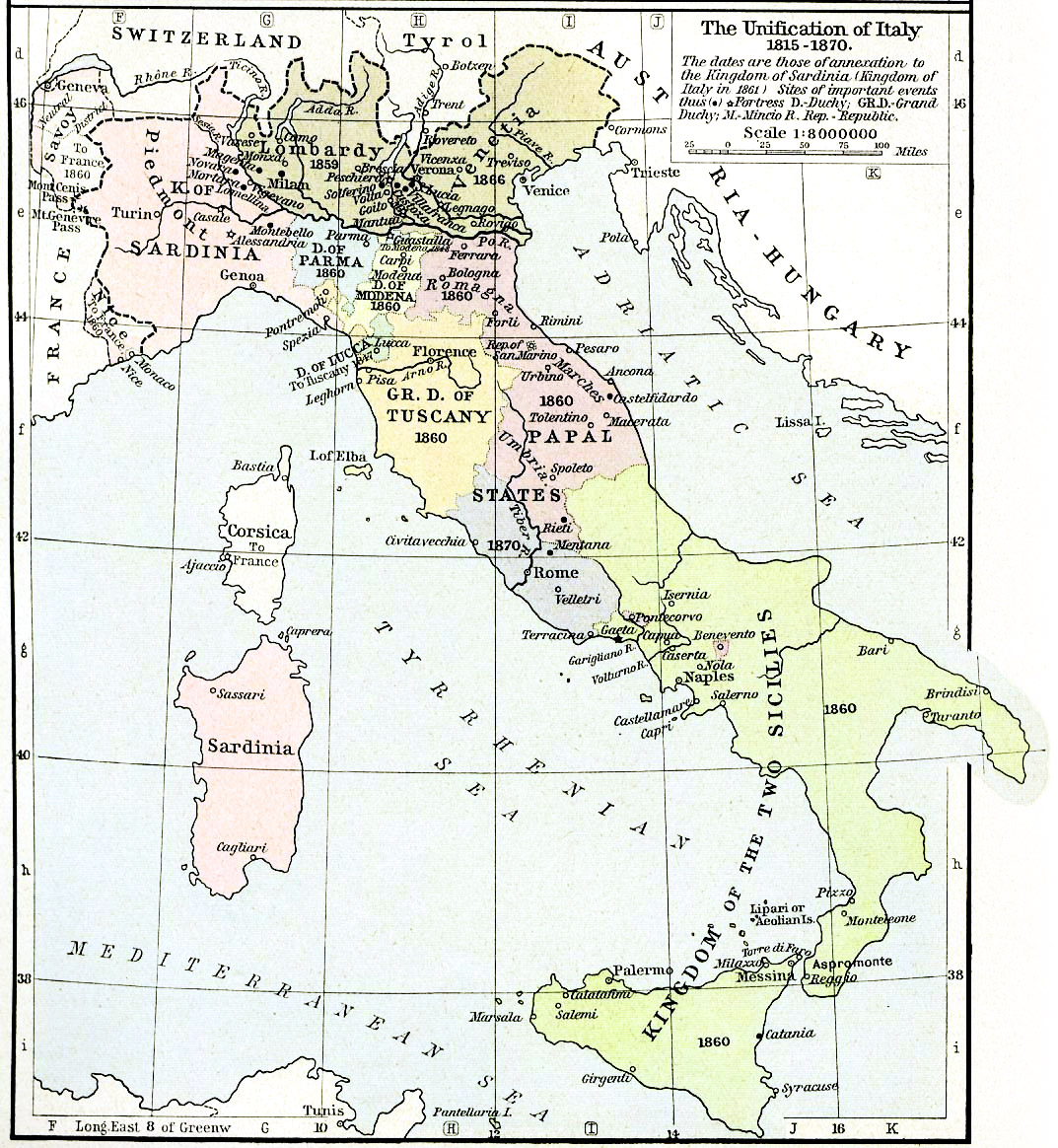
A Két Szicília Királysága 1815–1861 között

### Válságok és lázongások
A király második házasságkötése nyomán a Nápoly–Szicíliai Királyság politikájában erősödött Metternich osztrák kancellár befolyása. 1836–37-ben az országban kolerajárvány pusztított, a babonás parasztok – hasonlóan az 1831-es magyarországi kolerafelkeléshez – agyonverték az orvosokat, tisztviselőket, sőt földesurakat is abban a hitben, hogy ők a ragály szándékos terjesztői. II. Ferdinánd ezt arra használta fel, hogy felszámolja Szicília ősi kiváltságait, és a szigetet 1837-ben a Nápoly–Szicíliai Királyság tartományává nyilvánította. Emiatt tiltakozó mozgalom kezdődött Szicíliában.
1840-ben konfliktus támadt az brit kormánnyal. A szicíliai kénbarlangok angol bérlői kárpótlást követeltek, a kormány elutasítását követően brit hadihajók vonultak fel Nápoly előtt, és a város lövetésének kilátásba helyezésével kényszerítették ki követeléseik kifizetését.
1844-ben Mazzini, majd a Bandiera testvérek indítottak felkeléseket, a királyi hadsereg mindkét mozgalmat katonai erővel leverte. Az egységes Itália eszméjének, a Risorgimentónak terjedését – amelyet a Szárd–Piemonti Királyság is erőtejesen szított – azonban nem tudták megfékezni. A liberális értelmiségiek a kettős királyságban is magukévá tették ezt az eszmét. 1845-ben IX. Piusz pápa, a szomszédos pápai állam uralkodója olyan alkotmányos reformokat hirdetett ki, amilyeneket a nápoly–szicíliaiak régóta hiába követeltek. Augusztusban kiterjedt felkelés tört ki, a királyi hadsereg ereje elégtelennek bizonyult, a király meghátrált és engedményekre kényszerült. A felkelések vezetői kegyelmet kaptak, a király elbocsátotta a nép által leginkább gyűlölt Santangelo minisztert elbocsátotta. A mozgalom azonban tovább folytatódott.
Az államrendőrség jól szervezett besúgó hálózatot épített ki, amely a társadalom minden szegletét figyelemmel kísérte.A király szigorúbb elnyomó intézkedéseket vezetett be, könyörtelenül elfojtott minden liberális törekvést, üldözte és büntette mindazokat, akik a királyi hatalmat korlátozni próbálták. Abszolút uralkodói hatalmát bőkezűen finanszírozott hadserege, karhatalmi és rendőri szervezete biztosította. Zsarnoki hatalma ellen a nép állandóan lázadozott, nap mint nap újabb összeesküvésekről érkezett hír.

### Az 1848–49-es dél-itáliai felkelések
1847 decemberben Nápoly utcáin a nép és a diákság fegyvert fogott. 1848. január 12-én pedig Palermóra is átterjedt a felkelés. A nápolyi lázadást a királyi hadsereg leverte, Szicíliában viszont forradalmi kormány jött létre, amely követelte Szicíliának az 1812-es alkotmányban biztosított kiváltságainak helyreállítását, és az országgyűlés egybehívását. E hírek hallatára Nápolyban újra fellángolt a felkelés. II. Ferdinánd le akarta csillapítani a kedélyeket, és engedett a követeléseknek: néhány mérsékelt reformot vezetett be, legkorruptabb tanácsadóit elbocsátotta, és január 29-én alkotmányt adott ki mindkét királysága népeinek. Engedélyezte a nemzetőrség felállítását, alkotmányos kormányt, országgyűlést és sajtószabadságot helyezett kilátásba.
Nápolyt sikerült lecsöndesíteni, de gyorsan kiderült, hogy II. Ferdinánd nem veszi komolyan az alkotmányt, amelyre ünnepélyesen felesküdött. Az 1848 elejére összehívott országgyűléseket szinte azonnal fel is oszlatta. A bizalmatlan szicíliaiak országgyűlése erre 1848 májusában megfosztotta a királyt és a Bourbon-családot Szicília trónjától. Emiatt Nápolyban kormányválság tört ki. A bizonytalanságot fokozták a lombardiai nemzeti felkelésről szóló hírek. Károly Albert szárd–piemonti király hadat üzent a Habsburg Birodalomnak, és „felszabadító háború” címén hadjáratot indított az Észak-Itáliai Habsburg fejedelemségek megszerzésére. II. Ferdinánd úgy döntött, hogy ő maga is megpróbálja saját szolgálatába állítani az olasz nemzeti érzést, a risorgimentót, és felhívta népeit, támogassák az Észak-Itáliai szabadságharcot. Hadat üzent a Habsburg Birodalomnak, és csapatokat indított Észak-Itáliába (valójában a „konkurens” Szárd Királyság térnyerését akarta korlátozni).
1848 novemberében IX. Piusz pápa elmenekült a felkelt Rómából, ahol a radikális Mazzini és követői 1849 februárjában kikiáltották a Római Köztársaságot. A pápa a Nápoly–Szicíliai Királyság területén, Gaeta erődjében kapott menedéket. II. Ferdinánd katonai erőt bocsátott a pápa rendelkezésére, amelyek 1849 júniusában – a Francia Köztársaság és a Spanyol Királyság csapataival együtt – közreműködtek a római republikánus felkelés elfojtásában.
Közben Nápolyban újabb utcai zavargásokra került sor, a nemzetőrség a képviselőkkel fraternizált és utcai torlaszokat emelt. Több napon át tartó véres harcban a svájci testőrség és a királyt támogató lazzaronik (szervezett bűnöző bandák, a camorra elődei) megvédelmezték a királyi palotát. A király kíméletlen katonai erőszakkal válaszolt. Visszahívta csapatait Észak-Itáliából, és végleg leverte a nápolyi lázadásokat. Szicíliába is küldött egy hadosztályt. Tüzérsége rommá lőtte Messina városát (ekkor ragasztották rá a Re Bomba („Bombakirály”) gúnynevet). A királyi csapatok Messina fellegvárát rohammal bevették. Ezután rövid fegyverszünet következett, ennek lejárta után, 1849 márciusában folytatódtak a harcok, de a királyi csapatok néhány hét az egész szigetet ellenőrzésük alá vonták. Május 14-én Palermo is kapitulált.
A szicíliai lázadás véres leverése után a király – tartva az Itáliában mindenütt fellángoló nemzeti mozgalmaktól – teljesen visszavont minden korábban kiadott alkotmányos rendelkezést, és helyreállította saját abszolút hatalmát. Véres üldözést kezdett a szabadságmozgalom támogatói ellen, a reformereket bebörtönöztette. Politikai bűncselekmények vádjával 22 000 embert ítéltek súlyos kényszermunkára. A király saját korábbi liberális minisztereit is gályarabságba hurcoltatta , szenvedéseiket ő maga is személyesen rendszeresen megszemlézte. Az elítélt köztisztviselők vagyonát saját maga számára elkoboztatta. A „pacifikált” Szicília minden korábbi kiváltságát elvonták, a korrupció és népnyúzás miatt eltávolított tisztviselők visszakapták helyüket, a jezsuiták visszatérhettek, országgyűlést nem hívtak össze. 1849. szeptember 27-én pedig Szicília közigazgatását külön minisztériumra bízták.

### Külpolitikai elszigetelődés
1853-ban, a krími háború kitörésekor II. Ferdinánd országának semlegességét jelentette be, szemben az országára áhítozó II. Viktor Emánuel szárd–piemonti királlyal, aki csapatokat küldött hadba Anglia és Franciaország oldalán. A távolmaradás utóbb súlyos politikai hibának bizonyult, gyengítette a királyság külpolitikai helyzetét. A háborút lezáró 1856-os párizsi béketárgyalások során Cavour gróf, a Szárd Királyság miniszterelnöke nyíltan szóba hozta a nápolyi királyi kormány véres tetteit, és igyekezett a nagyhatalmakat egy „béketeremtő misszióra” (azaz hadjáratra) rávenni. Ausztria ellenezte a beavatkozást, a A Francia Császárság és Nagy-Britannia pedig figyelmeztették II. Ferdinándot, hogy Itália nyugalmának és stabilitásának érdekében változtasson zsarnoki politikáján.
Ferdinánd azonban élesen visszautasította, hogy bárki is beavatkozzék országának kormányzati ügyeibe. A válasz hangneme nyomán Franciaország és Nagy-Britannia megszakították a diplomáciai érintkezést a Nápoly–Szicíliai Királysággal. Cavour gróf, aki már 1856-ban titkos tárgyalásokon jelezte III. Napóleonnak a Szárd–Piemonti Királyság hatalmi igényét egész Itáliára, köztük a lázongó Két Szicília Királyságára is. Csak Ausztria tartott ki az elszigetelődött nápolyi Bourbon monarchia mellett, akihez családi kapcsolatok és nagyhatalmi érdekek kötötték.

### Merénylet
1856. december 8-án, a szeplőtelen fogantatás ünnepén a Nápoly melletti Mars-mezőn (Campo di Marte) 250 000 katona részvételével nagy tábori misét celebráltak, amelyen családtagjaival együtt részt vett Ferdinánd király is. A mise után a király lóra ült és megszemlélte az előtte elvonuló katonai egységeket. Ekkor egy Agesilao Milano nevű calabriai katona szuronyával rátámadt, és mély szúrásokat ejtett az altestén. A király kísérői lefogták a merénylőt, a súlyosan sebesült király eszméletét veszítette, de életben maradt. Támadóját halálra ítélték, és december 12-én a nápolyi piactéren felakasztották. Kivégzésekor (az egységes) Olaszországot és a szabadságot éltette (Viva l’Italia e la Libertà). Agesilao Milanót a Bourbon-ház tagjai a mai napig árulóként, a Savoyai-ház tagjai és az olasz liberálisok pedig a zsarnokság elleni harc nemzeti mártírjaként tartják számon.

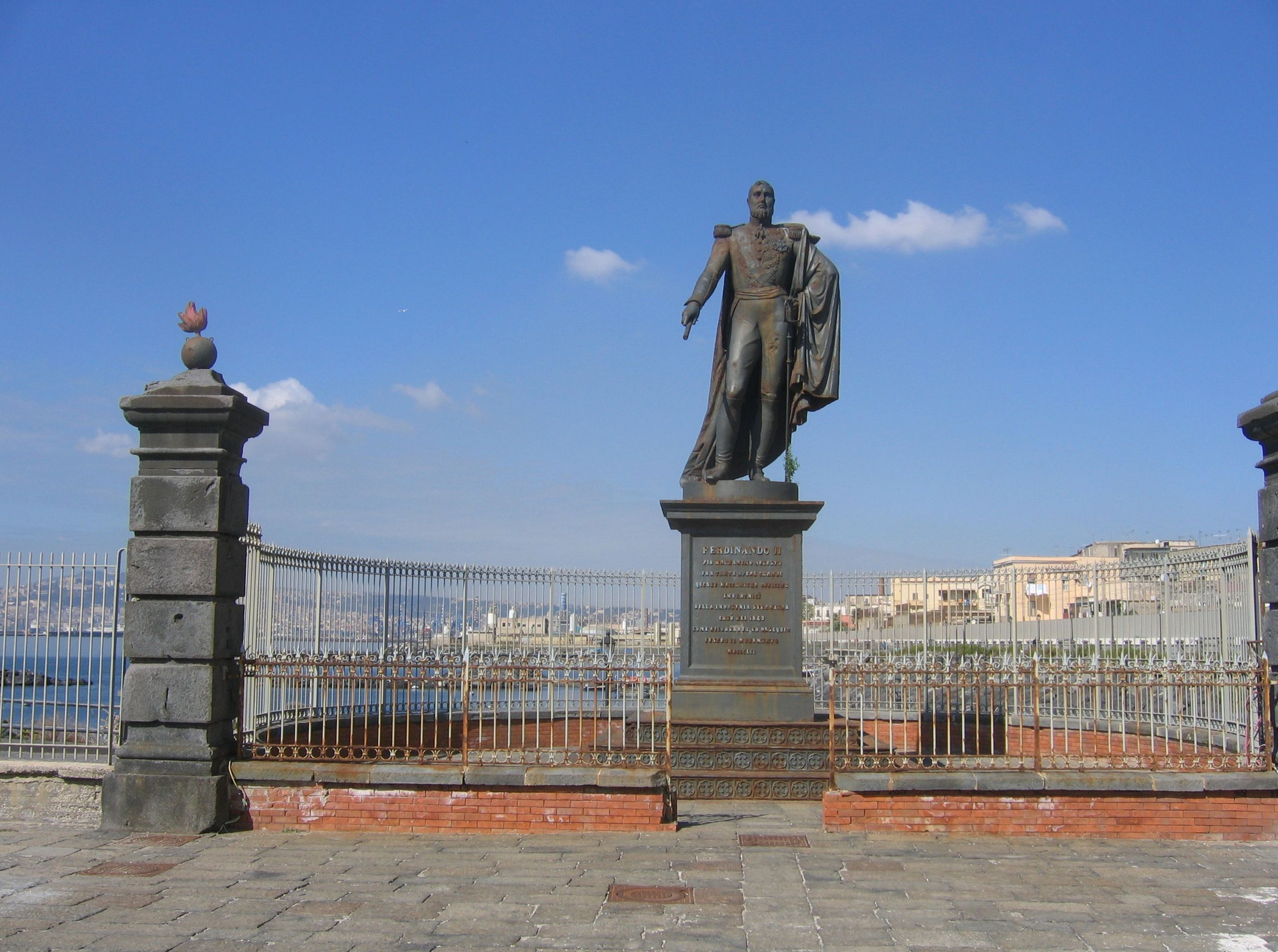
II. Ferdinánd király szobra a Pietrarsa vasúttörténeti múzeumban (Nápoly)

### Utolsó évei
II. Ferdinándot sem ez a merénylet, sem a következő években kirobbanó kisebb-nagyobb lázadások nem tudták eltéríteni a kemény kéz politikájától. Még könyörtelenebbül lépett fel az elégedetlenkedőkkel szemben. 1857-ben egy összeesküvő csoport hatalmába kerítette a Cagliari hadihajót. A kapitányt arra kényszerítették, vegyen részt a Tirrén-tengeri Ponza szigetén fogva tartott politikai foglyok kiszabadításában. A kiszabadított rabokat a campaniai Sapriban partra tették. A királyi csendőrök a felkelőket elfogták, és a bíróság halálra vagy gályarabságra ítélte őket.
1859-ben, szárd–francia–osztrák háború kirobbanásakor II. Ferdinánd király kihirdette az ostromállapotot, ő maga visszavonult Campaniába, a casertai királyi palotába. Itt hunyt el 1859. május 22-én, valószínűleg a 3 évvel korábbi sebesülésekor szerzett és ki nem kezelt hasüregi szepszis következtében. A királyi család hagyományos temetkezőhelyén, a nápolyi Szent Klára (Santa Chiara) templom kriptájában temették el.
Utódja, a tapasztalatlan II. Ferenc király sem szakítani apja elnyomó politikai rendszerével, ez hozzájárult a külpolitikailag elszigetelt monarchia bukásához. 1861-ben, amikor Giuseppe Garibaldi felkelői elfoglalták megdöntötték a nápoly–szicíliai Bourbon-királyságot, II. Ferencnek külföldre kellett menekülnie. Országát beolvasztották a II. Viktor Emánuel koronája alatt létrehozott egységes Olasz Királyságba.

### Érdekesség
1831 júliusában a Nápolyi-öbölben egy vulkáni sziget emelkedett ki a Földközi-tengerből, amelyet a királyról neveztek el. A II. Ferdinánd király-sziget azonban már ugyanazon év decemberében vissza is süllyedt a tengerbe.

## Külső hivatkozások
- Családi, életrajzi adatai (ThePeerage)